# Grünbach am Schneeberg
Grünbach am Schneeberg là một thị xã thuộc huyện Neunkirchen trong bang Niederösterreich.